# Aviation Section, U.S. Signal Corps
La Aviation Section, U.S. Signal Corps era la denominazione del servizio di trasporto aereo militare della United States Army dal 1914 al 1918, e diretto antenato della United States Air Force. Esso ha sostituito l'Aeronautical Division, U.S. Signal Corps ed a sua volta è stato sostituito prima dalla Division of Military Aeronautics, e in seguito dal U.S. Army Air Service.

## Linea di successione della United States Air Force
- Aeronautical Division, U.S. Signal Corps · 1º agosto 1907–18 luglio 1914
- Aviation Section, U.S. Signal Corps · 18 luglio 1914–20 maggio 1918
- Division of Military Aeronautics · 20 maggio 1918–24 maggio 1918
- U.S. Army Air Service · 24 maggio 1918–2 luglio 1926
- U.S. Army Air Corps · 2 luglio 1926–20 giugno 1941
- U.S. Army Air Forces · 20 giugno 1941–18 settembre 1947
- United States Air Force · 18 settembre 1947–Oggi